# Estenose pilórica
Estenose pilórica é uma condição na qual há uma diminuição da luz do piloro, que é a porção final do estômago. A doença pode se manifestar logo após o nascimento (congênita) ou na vida adulta (adquirida). 
Estenose hipertrófica congênita do piloro é a forma mais comum e se manifesta semanas após o nascimento. Crianças do sexo masculino são mais afetadas que as do sexo feminino, numa taxa de 4:1. Há uma predisposição genética para a doença. É uma condição que causa vômito grave nas primeiras semanas ou meses de vida. Ocorre um estreitamento (estenose) da abertura do estômago para o intestino (piloro), devido ao aumento (hipertrofia) do piloro. A causa ainda é desconhecida. O diagnóstico é feito através do exame físico e exames de imagem (ultra-som e radiografia de abdômen). 
Estenose pilórica hipertrófica do adulto, a forma adquirida da doença, é causada por um piloro estreitado devido à cicatrização de ulceração péptica crônica, ou por uma obstrução mecânica causada por neoplasias. Esta é uma condição completamente diferente da forma infantil.
O tratamento de ambas as formas é cirúrgico.

## Sintomas
Bebês com esta doença normalmente apresentam vômitos à qualquer hora nas primeiras semanas e meses de vida, com tendência a piorar. Algumas crianças apresentam alimentação pobre e perda de peso, mas outros demonstram ganho de peso normal.
Nos adultos há perda ponderal, vômitos e em alguns casos relato de dor.

## Diagnóstico
O diagnóstico pode ser feito através de uma história minuciosa e exame físico, freqüentemente complementados por estudos radiográficos.  Exames, como a palpação do abdômen, podem revelar uma massa no epigástrio. Esta massa palpável ao exame físico corresponde ao piloro aumentado, sendo chamada de "oliva". Muitas vezes observa-se ondas peristálticas, que correspondem ao estômago tentando forçar seu conteúdo adiante da saída pilórica estreitada.  
Exames de sangue podem mostrar hipocaliemia associada a alcalose metabólica hipoclorêmica devido à perda de ácido gástrico (que contêm ácido clorídrico) por vômitos persistentes. 

### Exames radiológicos
Atualmente a maioria dos casos é confirmada pelo ultra-som abdominal, quando disponível, mostrando o espessamento do piloro. Também podem ser realizados exames de radiografias contrastadas do trato gastrointestinal superior, que mostram o estreitamento da saída pilórica preenchido um filete delgado de contraste radiológico. Radiografias simples do abdômen não são úteis para confirmar o diagnóstico, mas podem demonstrar aumento da quantidade de ar presente no estômago.

## Fisiopatologia
A obstrução de saída gástrica devido à hipertrofia pilórica prejudica o esvaziamento dos conteúdos gástricos no duodeno. Como conseqüência, toda comida ingerida e secreções gástricas só podem sair por vômito. O material expelido não contém bílis porque a obstrução pilórica previne a entrada de conteúdos duodenais (contendo bílis) no estômago.  
Isto resulta em perda de ácido gástrico (ácido clorídrico). A perda de cloreto pode resultar em hipocloremia, prejudicando  a habilidade do rim de excretar bicarbonato. Este fator significante previne a correção da alcalose metabólica.   
Um hiperaldosteronismo secundário desenvolve devido à hipovolemia. O alto nível de aldosterona causa nos rins:  
- retenção de Na+ (corrigir a depleção de volume de intra-vascular)
- excreção de quantias aumentadas de K+ na urina (resultando em hipocaliemia).

A resposta compensatória do corpo para a alcalose metabólica é a hipoventilação que resulta em teores CO2 arterial elevado.

## Tratamento

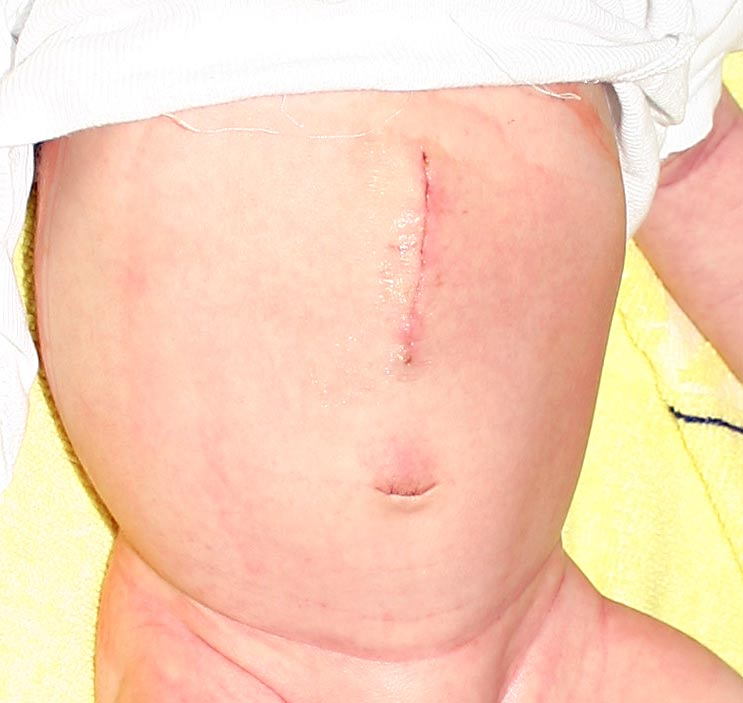
Cicatriz de Piloromiotomia

A estenose pilórica infantil é, em geral, tratada através de cirurgia. É importante entender que o perigo da estenose pilórica vem da desidratação e perturbação do equilíbrio de eletrólitos, em lugar do próprio problema subjacente. O bebê deve ser estabilizado inicialmente corrigindo a desidratação e a alcalose hipoclorêmica com fluidos intra-venosos. Isto normalmente pode ser realizado em aproximadamente 24-48 horas.  
Embora muito poucos casos sejam moderados o suficiente para serem tratados com medicamentos, o tratamento definitivo de estenose pilórica está na piloromiotomia cirúrgica (que divide o músculo do piloro para abrir a saída gástrica). Esta é uma cirurgia relativamente directa que pode ser feita por uma única incisão (normalmente 3–4 cm) ou por Laparoscopia (várias incisões minúsculas), dependendo da experiência do cirurgião e da sua preferência.  
Alguns vômitos podem ser esperados durante os primeiros dias após a cirurgia.
Ocasionalmente a miotomia (divisão de músculo) é incompleta e os vômitos continuam, requerendo uma nova intervenção cirúrgica. A condição geralmente não tem nenhum efeito colateral de longa data ou impacto no futuro da criança.